# Paavo Talvela

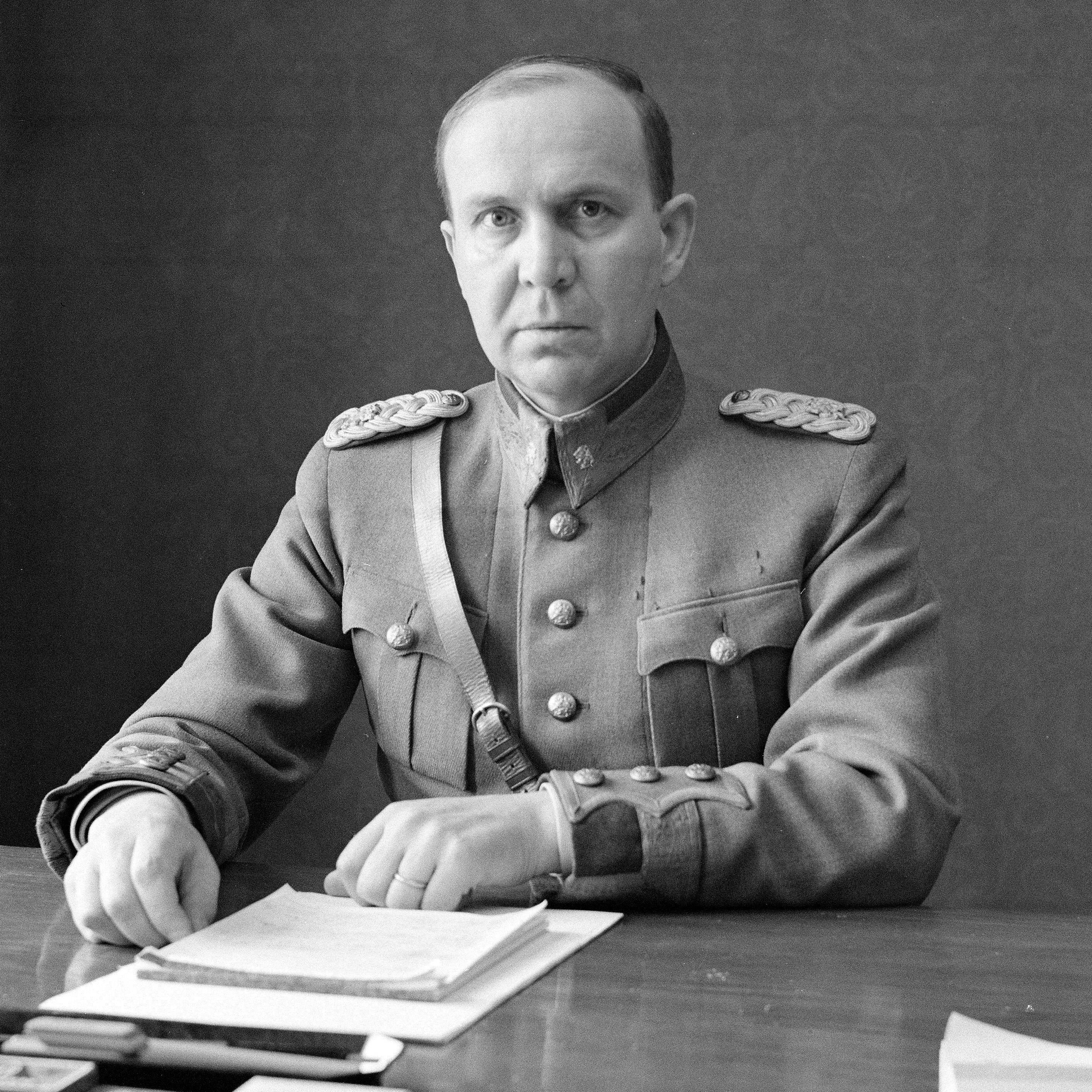
Generalmajor Paavo Talvela

Paavo Juho Talvela (* 19. Februar 1897 in Helsingin maalaiskunta; † 30. September 1973 in Helsinki) war ein finnischer General der Infanterie.

## Leben
Der Sohn von Bauerneltern schrieb sich in der Sekundarschule ein, war aber in der Jäger-Bewegung, die aus finnischen Freiwilligen bestand, die in Deutschland als Jäger während des Ersten Weltkrieges trainiert wurden, engagiert. Die finnischen Freiwilligen kämpften an der Seite des deutschen Heeres. Talvela kämpfte in den Regionen um die Misa und des rigaischen Meerbusens, wurde aber 1917 für „Sonderaufgaben“ nach Schweden und Finnland geschickt. An der finnisch-schwedischen Grenze wurde Talvela festgenommen und war für mehrere Monate inhaftiert. Ende 1917 konnte er über die Insel Åland in die finnische Stadt Turku einreisen. Im Dezember 1917 zog er nach Vimpeli um, wo er als militärischer Ausbilder tätig war. 1918 nahm er an der Seite der weißen Armee am finnischen Bürgerkrieg teil und erhielt den Rang des Leutnanten der finnischen Armee.
Nach dem Bürgerkrieg wurde Talvela zum Major befördert, trat jedoch 1919 von dessen Posten zurück und nahm als Regimentskommandeur an den finnischen Ostkriegszügen teil. Nachdem die Aunus-Expedition Petrosawodsk erreicht hatte, wurde Talvela deren Oberbefehlshaber. Nach dem Scheitern der Expedition ging Talvela zurück zur finnischen Armee, verließ diese jedoch 1921 wieder und befehligte ein Battalion der Viena-Expedition, die ebenfalls fehlschlug, woraufhin er wieder 1922 der finnischen Armee beitrat. 1923 machte er seinen Abschluss an der English Coast Artillery School, bevor er 1925 Chef der Küstenartillerie wurde. Im selben Jahr wurde er Oberstleutnant, bis er 1928 zum Oberst ernannt wurde. 1930 wurde er Leiter der Operationsabteilung des finnischen Hauptquartiers. Konflikte mit dem Leiter des finnischen Generalstabs Kurt Martti Wallenius zwangen Talvela jedoch zum Rücktritt.
Nach seinem Rücktritt wurde Talvela politisch aktiv. Er war 1931 Mitglied des Wahlkollegiums des finnischen Präsidenten. Auch war er in der Lapua-Bewegung tätig, die sich 1932 auflöste. Danach kandidierte er für die nationale Sammlungspartei für eine Mitgliedschaft im Parlament, wurde aber nicht gewählt.
Vor dem Ausbruch des Winterkrieges war Talvela zum Generalmajor befördert worden. Während des Winterkrieges befehligte er die finnische Armee unter anderem in der Schlacht bei Tolvajärvi, die mit einem Sieg der finnischen Armee und dem Rückzug der roten Armee endete. Dabei wurde die sowjetische 139. Schützendivision vernichtet. Als Ersatz kam dann die 75. Division, die nur wenige Tage später sich ebenfalls zurückziehen musste.
Während des Interimsfriedens 1940 beteiligte Talvela sich unter anderem an den finnisch-deutschen Verhandlungen über Waffenlieferungen und die Bewegung deutscher Truppen durch Finnland.
Zu Beginn des Fortsetzungskrieges befehligte Talvela das II. Korps und erhielt unmittelbar danach das Kommando über das VI. Korps, das sich unter anderen, an der finnischen Invasion von Karelien beteiligte. Im September 1941 erreichte das VI. Korps den Fluss Swir. Die Weigerung der Finnen, vom Swir aus weiter zu marschieren, führte zu Spannungen in den finnisch-deutschen Beziehungen. Im Januar 1942 wurde Talvela als Kommandeur des VI. Korps abgesetzt und nach Deutschland versetzt, wo er als Stellvertreter der finnischen Armee im deutschen Oberkommando fungierte. Im selben Jahr wurde Talvela Generalleutnant.
1944 kehrte Talvela nach Finnland zurück, wo er das Kommando der Aunus-Gruppe übernahm. Wegen der Wyborg-Petrosawodsker Operation drohte das IV. Korps, das ein Teil der Aunus-Gruppe war, abgeschnitten zu werden. Aarne Blick, der Kommandeur des VI. Korps, zog daraufhin trotz einer Ablehnung Talvelas das VI. Korps zurück, was zu Spannungen zwischen den beiden Kommandeuren führte. Am 6. Juli wurde Blick schließlich abgelöst.
Nach der Auflösung der Aunus-Gruppe am 16. Juli 1944 ging Talvela zurück nach Deutschland, wo er bis zur Schließung eines Waffenstillstandes zwischen den Finnen und den Sowjets und den Abbruch der finnisch-deutschen Beziehungen blieb. Im September 1944 verließ Talvela die Armee. Zwischen 1946 und 1949 lebte er in Rio de Janeiro, wo er Cellulose verkaufte. 1949 kehrte Talvela nach Finnland zurück und war dort von 1954 bis 1960 Mitglied des Stadtrates von Helsinki. 1966 wurde er zum General der Infanterie befördert.
Paavo Talvela wurde auf dem Kulosaari-Friedhof in Helsinki beigesetzt.